# Гражданская Армия Крайова
Гражданская Армия Крайова (пол. Armia Krajowa Obywatelska) — польская организация вооружённого антикоммунистического подполья, действовавшая в районе Белостока в 1945 году. Создана полковником Армии Крайовой Владиславом Линярским. Провела ряд вооружённых акций против коммунистических властей. Присоединилась к организации Свобода и Независимость.

## Создание
19 января 1945 командование Армии Крайовой (АК) издало приказ о прекращении подпольной борьбы и роспуске вооружённых формирований. Многие бойцы и командиры АК отказались выполнять это решение. В частности, полковник Владислав Линярский (партизанские псевдонимы — Мстислав, Ян, Дядя), командующий Белостокским округом АК, 15 февраля 1945 объявил о создании Гражданской Армии Крайовой — Armia Krajowa Obywatelska (АКО) — на основе подчинённых ему отрядов.
Белостокский округ Армии Крайовой, вопреки приказу командования АК, фактически не был распущен. Бывший командир округа полковник Линярский «Мстислав» приказал сохранить на нелегальном положении все конспиративные отряды, подпольные конспиративные группы, вооружение и все приёмопередающие радиостанции. Командиром всех лесных формирований АКО был назначен майор Зыгмунт Шендзеляж (Лупашко).
В Белостокском воеводстве Армия Крайова была активна и многочисленна. Приказ Линярского нашёл широкий отклик. Весной 1945 в состав АКО входило около 27 тысяч подпольщиков и партизан. AKO располагала тысячами единиц огнестрельного оружия. В мае 1945 Линярский примкнул к Делегатуре вооружённых сил Яна Жепецкого. В мае 1945 года командир AKO полковник Линярский был подчинён Делегатуре вооружённых сил.

## Активность
АКО регулярно атаковала контролируемые коммунистическими властями населённые пункты и административные объекты, нападала на функционеров и силовиков режима. Была совершена серия актов саботажа и диверсий. Большое внимание уделялось также информированию населения о происходящем и антикоммунистической агитации.
В формированиях майора Зыгмунта Шендзеляжa был распространён его приказ о том, чтобы советских военнослужащих в плен не брать и при захвате уничтожать на месте. Его бойцы, устраивая засады, обстреливали на дорогах автомашины, ввязывались в бои даже с небольшими подразделениями советских войск.
Например, 7 июля 1945 года в Белостокском повяте эскадрон AKO поручика «Зыгмунта» (Zygmunt Błażejewicz) задержал и расстрелял 10 военнослужащих Красной армии, 4 из которых были офицерами. В этот же день был убит полковник юстиции, военный прокурор 5-й гвардейской танковой армии Васильев Павел Федорович и женщинa-солдат. 22 мая 1945 года бойцы эскадрона AKO поручика «Зыгмунта» сожгли православное село Потоки. В мае 1945 года в Сувалкском и Августовском повятах отряд AKO сержанта «Громa» расстрелял нескольких военнослужащих Красной армии. 11 мая 1945 года аковцы эскадрона AKO поручика «Зыгмунта» сожгли православное село Вилюки. 11 апреля 1945 года в Липскe Августовского повята отряд AKO «Скалы» разгромил участок милиции и расстрелял сотрудников. 24 марта 1945 года отряд АКO Казимежa Каменскогo («Гусар») убил 12 человек, из них 9 евреев, в том числе 8 женщин и расстрелял 1 военнослужащего Красной армии.
Наиболее известное боестолкновение АКО произошло 8 июля 1945 при деревне Оголы (гмина Чарна-Белостоцка). По данным современных польских источников, подразделение армейского пехотного полка и оперативная группа госбезопасности общей численностью до 400 человек атаковали вдвое меньший отряд АКО под командованием Александра Рыбника. Партизанам удалось прорвать окружение и, потеряв только двух человек, отступить через болота.

## Слияние
31 июля 1945 Владислав Линярский был арестован. (Суд приговорил его к смертной казни, заменённой на 10 лет заключения. В 1953 Линярский освободился по состоянию здоровья. Жил в ПНР, участвовал в диссидентском движении).
Вскоре после этого АКО влилась в движение Свобода и Независимость.